# 小島みなみ
小島 みなみ（こじま みなみ、1992年〈平成4年〉12月14日 - ）は、日本のAV女優、アイドルグループ「SEXY-J」「恵比寿★マスカッツ」「恵比寿マスカッツ1.5」「おとといフライデー」元メンバー。神奈川県出身。所属事務所はマインズ。

## 経歴
2011年7月8日、デビュー作『真★美少女』でアリスJAPAN専属女優としてAVデビュー。また同社専属女優によるユニット「アリスた〜ず★」の一員としても活動。
2013年の『スカパー!アダルト放送大賞2013』の新人賞にノミネートされたが、受賞したのは同じ事務所の紗倉まなであった。なお、紗倉とは同年から『GO!GO!こじまな号』で司会を務めるほか、音楽ユニット「おとといフライデー」（「乙女フラペチーノ」から改名）としても活動していた。（2024年3月9日のラストライブをもって解散）
2014年2月、アリスJAPANとの契約を終え、3月よりエスワンに移籍。ブログも移転している。
2015年9月24日、「恵比寿★マスカッツ」に加入。
2017年4月4日、YouTubeチャンネル『こじみな放送局』を開設。
2018年8月24日、「おかげサマーツアー」最終日にて「恵比寿★マスカッツ」時代から在籍した「恵比寿マスカッツ1.5」を卒業した。
2020年5月、徳間書店調査の「現役AV女優セクシー総選挙」で総合2位を獲得。
同年8月15日、『TOKYO SAKE FESTIVAL2020』に出席し、紗倉まな、上原亜衣とともに日本酒文化大使に就任。
同年12月に発表された「FLASH 2020年現役最強セクシー女優BEST100」読者投票・第14位。
2021年4月に発表されたアサヒ芸能「2021現役AV女優SEXY総選挙」で第14位。同年8月発表「読者300人が選んだFLASH 2021セクシー女優ランキング」読者投票37位。
同年12月にはデビュー10周年トークライブ『小島みなみコジトーーク！～10周年&バースデーイベント』を開催。紗倉まな、川上奈々美、辰巳ゆい、石岡真衣、上原亜衣らがゲスト出演した。
2022年2月25日、ジェクス株式会社のコンドームブランド「ZONE」の2代目年間アンバサダーに就任。併せて3月2日より1年間、YouTube『こじみな放送局』にて同ブランドにまつわる動画を週1回のペースで更新していく。
2022年5月に発表されたアサヒ芸能「2022現役AV女優SEXY総選挙」で第30位。
2023年5月に発表されたアサヒ芸能「2023現役AV女優SEXY総選挙」第9位。関西圏では6位と西日本での人気が急上昇した。
2024年4月発売『アサヒ芸能』発表「2024現役AV女優セクシー総選挙」において総合23位となる。
同年9月、長年専属女優として在籍していたS1 NO.1 STYLE（エスワン）から卒業し、11月にマドンナへ専属移籍。また自身のドッグハーネス・ブランド「LOULOU -ルル-」を設立した。
同年12月23日週FANZA通販フロアランキングにて、『衝撃移籍第2弾!! 13年の時を経て遂に… 中出し解禁ー。 夫と子作りSEXをした後はいつも義父に中出しされ続けています…。 小島みなみ』（マドンナ）が7位にランクインした。

## 人物
趣味は散歩、特技はテニス、水泳。
キャッチフレーズは、「苺と言えば～?（みなみ～!）ピンクと言えば～?（みなみ～!）苺姫が貴方にハピネスプレゼント!」である。
甲高いアニメ声の持ち主で、高いアドリブ演技力はテレビ東京在籍当時の佐久間宣行などから評価されており、バラエティ番組への出演も多い。また両親への職業カミングアウトも地上波バラエティへの初出演のタイミングで行った。
デビュー当初は有名になりたくないと思っており、媒体への露出制限をしていたが、「アリスた〜ず★」在籍時にその露出制限が理由となり、メンバー内で一人だけ呼ばれないことが多く、その悔しさから制限の解除を決めた。
デビュー当初は右も左も分からない状態の中で、いきなりカメラの前で“女優”を求められ、本来は人様に見せるものではないものを、女優として「魅せなきゃ」と全力以上のパワーを注いで撮影に臨み、撮影後はぐったりして動けなくなるような状態だった。小島は当時を振り返り、「デビュー当初が一番辛かった。（当時の）本音としては、あと数本出演したら辞めようと思っていた」と後のインタビューで明かしている。
また、デビューから3年経た頃（アリスJAPANからS1 NO.1 STYLEへ専属移籍するタイミング）にも、目標だった海外での仕事ができたこともあり引退を考えたが、周りの人々（スタッフなど）に優しい人が多く、居心地が良い環境だったこと、またメーカー移籍によって「自分はまだまだ成長できる、もっと有名になりたい」との考えに至り、最終的には現役続行を選択している。デビューから10年以上経った2024年に行われたインタビューでは「セクシー女優は天職。同業の友人とも辞める理由が無いとよく話している」と語っている。
自分の映像は振り返って見ないタイプ。デビュー期はカメラを意識しすぎてしまうため見ないほうがいいといわれたことから見ておらず、3年目に観たときに反省点がなかったことから、以降も編集するディレクター陣を信じる意味でもサンプル視聴程度にとどめている。
週刊プレイボーイから「ひとり熱帯雨林気候」と異名を付けられるほど陰毛が濃い。また、週刊大衆2021年9月20日号のインタビューで語ったところによると、陰毛の太さは髪の毛の4倍ぐらい、長さは3.5cm以上とのことである。剛毛であることについて、前記週刊大衆ではパイパンの君島みおと対照的であると書いている。
愛犬家として知られ、前述のようにハーネスブランドを立ち上げ起業している。2024年11月にはお台場で開催されるジャパンわんこフェスタへのブランド出展、トークショーなども行った。
ドッグハーネスブランドを設立したきっかけは、それまで愛犬に首輪をつけて散歩していたが、その影響で愛犬が咳き込むようになり、それを機にドッグハーネスを着用して散歩するようになったが、ドッグハーネスを常用していくうちに、「犬用の服を着せてからドッグハーネスを着用するのに手間がかる」、「ドッグハーネスの影響でビジュアル的な可愛さが低下してしまう」、「ドッグハーネスに予め備わっている安全機能では物足りなさを感じる」などの不満点を感じるようになり、「ならば自分で一体型の可愛いハーネスを作ってしまったらいいのでは?」との考えに至り、オリジナルのドッグハーネスブランドを設立した。ブランドでは製品の企画・プロデュースだけでなく、生産を請け負ってくれる工場探しから商品の在庫管理・梱包・発送までを自らで行っている。また小島の所属事務所もブランド設立に協力的であり、行政書士や弁護士の紹介、またブランド設立や企画書作製などに関する助言をくれたりと応援してくれていると明かしている。
連載コラム「小島みなみのキラキラ相談室」では自身の尊敬する人物に母親を挙げており、毎日3食の食事を作り、その上栄養面を考慮した献立や、リクエストした料理を作ってくれたりした姿を思い浮かべて「私ができるかっていったらなかなかできないから、本当すごいなって思います」としみじみコメントしている。

## 作品

### アダルトDVD / BD
| 発売日   | タイトル                                             | 規格品番 | 規格品番 | メーカー    | 備考                                  |
| 発売日   | タイトル                                             | DVD      | BD       | メーカー    | 備考                                  |
| -------- | ---------------------------------------------------- | -------- | -------- | ----------- | ------------------------------------- |
| 7月8日   | 真★美少女                                            | DV-1279  | AJBD-005 | アリスJAPAN | デビュー作 BD版は2011年11月11日発売。 |
| 8月12日  | 聖アリス学院 スク水部                                | DV-1292  |          | アリスJAPAN |                                       |
| 9月9日   | もし「こじみな」が野球部の女子マネージャーになったら | DV-1303  |          | アリスJAPAN |                                       |
| 10月14日 | ずっと! コッチ見てエッチ                             | DV-1315  |          | アリスJAPAN |                                       |
| 11月11日 | アリスJAPAN専属女優 小島みなみの超高級ソープ!        | DV-1326  |          | アリスJAPAN |                                       |
| 12月9日  | 出会って4秒で合体                                    | DV-1338  |          | アリスJAPAN |                                       |

| 発売日   | タイトル                                                         | 規格品番 | 規格品番 | メーカー    | 備考 |
| 発売日   | タイトル                                                         | DVD      | BD       | メーカー    | 備考 |
| -------- | ---------------------------------------------------------------- | -------- | -------- | ----------- | ---- |
| 1月13日  | 女尻                                                             | DV-1347  |          | アリスJAPAN |      |
| 2月10日  | あなただけ見つめて 〜みなみとボクのラブラブデート〜              | DV-1358  |          | アリスJAPAN |      |
| 3月9日   | アリスWキャスト 奥田咲 × 小島みなみ                              | DV-1368  |          | アリスJAPAN |      |
| 4月13日  | メイドdeニャンニャン                                             | DV-1378  |          | アリスJAPAN |      |
| 5月11日  | 終わらないお掃除フェラ                                           | DV-1388  |          | アリスJAPAN |      |
| 6月8日   | SEX48〈国民的アイドルコスde四十八手〉                            | DV-1397  |          | アリスJAPAN |      |
| 7月13日  | デビュー1周年! シリーズてんこ盛りアリス祭り                      | DV-1409  |          | アリスJAPAN |      |
| 8月10日  | マジックミラー号がイク!!童貞クンいらっしゃい 筆おろし逆ナンパ    | DV-1418  |          | アリスJAPAN |      |
| 9月14日  | 感度良し子ちゃんのいる風俗店                                     | DV-1428  |          | アリスJAPAN |      |
| 9月14日  | 満開アリスた〜ず★ 葵つかさ 小島みなみ 辰巳ゆい 奥田咲 川上奈々美 | DV-1424  |          | アリスJAPAN |      |
| 10月12日 | 超!! キモちE潮吹き                                               | DV-1437  |          | アリスJAPAN |      |
| 11月9日  | ご主人様はあなただけ                                             | DV-1448  |          | アリスJAPAN |      |
| 12月14日 | 美少女看護婦こじみナース                                         | DV-1459  |          | アリスJAPAN |      |

| 発売日   | タイトル                          | 規格品番 | 規格品番 | メーカー    | 備考 |
| 発売日   | タイトル                          | DVD      | BD       | メーカー    | 備考 |
| -------- | --------------------------------- | -------- | -------- | ----------- | ---- |
| 1月11日  | こじみなのアニメ声 淫語でGO!!     | DV-1468  |          | アリスJAPAN |      |
| 2月8日   | 全裸○校3年B組                     | DV-1480  |          | アリスJAPAN |      |
| 3月8日   | チンチン研究会                    | DV-1491  |          | アリスJAPAN |      |
| 4月12日  | 超!! ハズかC失禁                  | DV-1500  |          | アリスJAPAN |      |
| 5月10日  | 女尻ブルマ                        | DV-1510  |          | アリスJAPAN |      |
| 6月14日  | 人間廃業                          | DV-1521  |          | アリスJAPAN |      |
| 7月12日  | デビュー2周年!! 大顔射祭          | DV-1530  |          | アリスJAPAN |      |
| 8月9日   | 我慢できないキス                  | DV-1536  |          | アリスJAPAN |      |
| 9月13日  | 敏感少女の高速ピストン性交        | DV-1547  |          | アリスJAPAN |      |
| 10月11日 | レイプ学園 文化祭ストリップショー | DV-1558  |          | アリスJAPAN |      |
| 11月8日  | 社長に寝取られたアイドル          | DV-1569  |          | アリスJAPAN |      |
| 12月13日 | みなみ先生のぶっかけ教室          | DV-1581  |          | アリスJAPAN |      |

| 発売日   | タイトル                                                     | 規格品番 | 規格品番  | メーカー      | 備考       |
| 発売日   | タイトル                                                     | DVD      | BD        | メーカー      | 備考       |
| -------- | ------------------------------------------------------------ | -------- | --------- | ------------- | ---------- |
| 1月10日  | 妹のハミ尻がエロすぎて                                       | DV-1588  |           | アリスJAPAN   |            |
| 2月14日  | 本能を呼び覚ます濃厚なる4つのSEX                             | DV-1599  |           | アリスJAPAN   |            |
| 3月19日  | 専属NO.1STYLE 小島みなみの潮吹きフルコース                   | SNIS-114 | 9SNIS-114 | S1 NO.1 STYLE |            |
| 3月28日  | アリスJAPAN卒業 伝説のデビュー作からのセックスすべて見せます | PDV-162  |           | アリスJAPAN   | 単体ベスト |
| 4月19日  | 交わる体液、濃密セックス                                     | SNIS-133 |           | S1 NO.1 STYLE |            |
| 5月19日  | みなみと同棲ズボズボ性活                                     | SNIS-153 |           | S1 NO.1 STYLE |            |
| 6月19日  | みなみとリナ 2人で潮吹きフルコース 小島みなみ 瑠川リナ       | SNIS-173 |           | S1 NO.1 STYLE |            |
| 7月19日  | しながらセックス20 4時間                                     | SNIS-192 |           | S1 NO.1 STYLE |            |
| 8月19日  | 犯された女子校生 狙われた学園のアイドル                      | SNIS-213 |           | S1 NO.1 STYLE |            |
| 9月19日  | 外でエッチしよう                                             | SNIS-234 |           | S1 NO.1 STYLE |            |
| 10月19日 | 下着モデルをさせられて…                                      | SNIS-255 |           | S1 NO.1 STYLE |            |
| 11月19日 | 全裸の管理人さん                                             | SNIS-276 |           | S1 NO.1 STYLE |            |
| 12月19日 | わたし、犯されにゆきます。 〜かよわき新人OL編〜              | SNIS-297 |           | S1 NO.1 STYLE |            |

| 発売日   | タイトル | 規格品番 | 規格品番  | メーカー      | 備考                                                       |
| 発売日   | タイトル | DVD      | BD        | メーカー      | 備考                                                       |
| -------- | --- | -------- | --------- | ------------- | ---------------------------------------------------------- |
| 1月19日  | おま●こ、くぱぁ。                                                                                             | SNIS-317 |           | S1 NO.1 STYLE |                                                            |
| 2月19日  | 痴漢願望の女 変態美人受付嬢編                                                                                 | SNIS-339 |           | S1 NO.1 STYLE |                                                            |
| 3月7日   | 小島みなみ S1ギリモザ8時間ベスト Vol.1                                                                        | ONSD-904 | 9ONSD-904 | S1 NO.1 STYLE | 単体ベスト                                                 |
| 3月19日  | 小島みなみがイクときの絶叫                                                                                    | SNIS-361 |           | S1 NO.1 STYLE |                                                            |
| 4月19日  | 超高級風俗嬢                                                                                                  | SNIS-382 |           | S1 NO.1 STYLE |                                                            |
| 5月19日  | セーラー服捜査官 校内の標的は優等生M                                                                          | SNIS-404 |           | S1 NO.1 STYLE |                                                            |
| 6月19日  | 生保レディの枕営業                                                                                            | SNIS-426 |           | S1 NO.1 STYLE |                                                            |
| 7月19日  | JKお散歩 | SNIS-448 |           | S1 NO.1 STYLE |                                                            |
| 8月19日  | 美乳がチラリ                                                                                                  | SNIS-471 |           | S1 NO.1 STYLE |                                                            |
| 9月1日   | エスワン七姉妹と同棲ハーレム性活 葵つかさ 奥田咲 小島みなみ 葵 星野ナミ 美里有紗 天使もえ                     | AVOP-127 |           | S1 NO.1 STYLE | 「AV OPEN 2015」 女優部門 第1位、総合部門 第2位 獲得作品。 |
| 9月19日  | クレーム処理会社の女社長 土下座とカラダで解決します                                                           | SNIS-495 |           | S1 NO.1 STYLE |                                                            |
| 10月19日 | 視線を感じるコンプレックスの大きなお尻                                                                        | SNIS-518 |           | S1 NO.1 STYLE |                                                            |
| 11月19日 | 犯された小島みなみ 4時間まるごとレイプSPECIAL                                                                 | ONSD-982 |           | S1 NO.1 STYLE | 単体ベスト                                                 |
| 11月19日 | 1ヵ月間セックスもオナニーも禁止されムラムラ全開でアドレナリン爆発! 痙攣しまくり性欲剥き出しFUCK               | SNIS-541 |           | S1 NO.1 STYLE |                                                            |
| 12月19日 | 図書館で声も出せない状況で媚薬を仕込まれガクガク痙攣し ビシャビシャとハメ潮を吹きながらイキまくる敏感女子校生 | SNIS-564 |           | S1 NO.1 STYLE |                                                            |
| 12月19日 | エスワン七姉妹と同棲ハーレム性活【後編】 葵つかさ 奥田咲 小島みなみ 葵 星野ナミ 美里有紗 天使もえ             | SNIS-573 |           | S1 NO.1 STYLE |                                                            |

| 発売日   | タイトル | 規格品番 | 規格品番  | メーカー      | 備考       |
| 発売日   | タイトル | DVD      | BD        | メーカー      | 備考       |
| -------- | --- | -------- | --------- | ------------- | ---------- |
| 1月19日  | エスワン2大専属共演 夢の美少女サンドイッチ逆3Pフルコース 葵つかさ 小島みなみ                                                                                                   | SNIS-585 |           | S1 NO.1 STYLE |            |
| 2月19日  | S1ファン感謝祭 射精我慢できたら即ガチSEX! 小島みなみが本物素人さんとヤリまくり12本番                                                                                           | SNIS-604 |           | S1 NO.1 STYLE |            |
| 3月19日  | 中から出てくる白濁汁 | SNIS-624 |           | S1 NO.1 STYLE |            |
| 4月7日   | 小島みなみ S1ギリモザ8時間ベスト Vol.2 | OFJE-023 | 9OFJE-023 | S1 NO.1 STYLE | 単体ベスト |
| 4月19日  | 盗撮リアルドキュメント! 密着120日、 小島みなみのプライベートを激撮し、行きつけのカフェで知り合ったイケメンナンパ師に引っ掛かって、SEXまでしちゃった一部始終                    | SNIS-641 |           | S1 NO.1 STYLE |            |
| 5月19日  | なぜか私だけクリトリスを常にグリグリされてしまう世界 ところ構わず潮を吹き散らす                                                                                                | SNIS-657 |           | S1 NO.1 STYLE |            |
| 6月19日  | 限界までおしっこを我慢している状態で無理矢理挿入したら 太ももプルプル足腰ガクガク震わせ必死に耐えるも緊張の糸が切れた瞬間 ジョボジョボ大量聖水垂れ流す恥じらいの敏感お漏らし娘 | SNIS-674 |           | S1 NO.1 STYLE |            |
| 7月19日  | 僕が部屋を空けていた3ヵ月間、 優等生のみなみがDQN兄貴のデカチンに犯され続けた結果、 他人棒を受け入れイキ潮まで吹き散らすチ●ポ狂いのヤリマンになっていた件。                    | SNIS-693 |           | S1 NO.1 STYLE |            |
| 8月19日  | いつでもどこでもアクメパンティ履いてなきゃダメ! 潮吹きしたら即ハメ罰ゲームSEX                                                                                                  | SNIS-713 |           | S1 NO.1 STYLE |            |
| 9月19日  | 中年男性限定! 小島みなみと濃厚ディープキスオフ会 10年以上ご無沙汰でキスに飢えたベロちゅうおじさん達と接吻天国                                                                  | SNIS-732 |           | S1 NO.1 STYLE |            |
| 10月25日 | オール主観ねとられ映像 アナタに助けを求めながら中年男に犯される女子校生 | SNIS-753 |           | S1 NO.1 STYLE |            |
| 11月25日 | バック体位で恥じらいのお尻まる出し下品な連続潮吹きJK | SNIS-775 |           | S1 NO.1 STYLE |            |
| 12月13日 | 終始、激イキ”潮噴き”対応。こじみなが恥ずかしくて我慢するほど ビシャビシャ下品に溢れ出す大量絶頂潮58連発ノンストップ5時間                                                       | DVAJ-199 |           | アリスJAPAN   | 単体ベスト |
| 12月25日 | kawaii*10周年SPECIAL 3メーカー特別コラボ企画 さくらゆら × 小島みなみ × 緒川りお 夢の美少女ハーレム 超VIPセックス3時間                                                          | KAWD-774 | 9KAWD-774 | kawaii*       |            |

| 発売日   | タイトル | 規格品番 | 規格品番  | メーカー         | 備考       |
| 発売日   | タイトル | DVD      | BD        | メーカー         | 備考       |
| -------- | --- | -------- | --------- | ---------------- | ---------- |
| 2月1日   | 常に抵抗できない状態で絶頂・潮吹き・痙攣 | SNIS-826 |           | S1 NO.1 STYLE    |            |
| 2月7日   | 小島みなみ S1 8時間ベスト Vol.3 | OFJE-102 | 9OFJE-102 | S1 NO.1 STYLE    | 単体ベスト |
| 2月19日  | DIGITAL CHANNEL DC 137 主観痴女! 連続フェラ! ぶっかけ! 大潮噴き! 初プライベートハメ撮り! 200分SPECIAL                                                              | SUPD-137 |           | アイデアポケット |            |
| 3月19日  | 24時間ぶっ通し! 股間ぶるぶる巨根アクメ潮吹き耐久マラソン!! | SNIS-873 |           | S1 NO.1 STYLE    |            |
| 4月19日  | S1ファン感謝祭2017 ホンモノ童貞さん10人が全力潮吹かせチャレンジ! 成功したら超濃厚筆下ろしSEX                                                                       | SNIS-897 |           | S1 NO.1 STYLE    |            |
| 5月19日  | 宙に浮くほどビックンビックン痙攣絶頂 エビ反りした状態のままで大失禁マッサージ                                                                                      | SNIS-920 |           | S1 NO.1 STYLE    |            |
| 7月1日   | 最近オカズにしている超人気ハメ撮りナマ配信者は 最愛のカノジョでした。                                                                                              | SNIS-942 |           | S1 NO.1 STYLE    |            |
| 8月1日   | 痴漢されてイキ我慢しているのに感じ過ぎて ダダ漏れしちゃう限界失禁アクメ                                                                                            | SNIS-966 |           | S1 NO.1 STYLE    |            |
| 9月13日  | 大乱交解禁!! チ●ポ22本VS小島みなみ 常に肉棒を求めてイカセ合う ノンストップ大量射精24連発 超乱交スペシャル                                                          | SNIS-988 |           | S1 NO.1 STYLE    |            |
| 10月7日  | ヲタサーの姫 キモオタ輪姦映像 地下アイドル活動をしていたわたしは、貢いで貰う為に‘オタサーの姫’をしていた事がバレて… 汗臭い囲い (キモオタ) に汁まみれにされました。 | SSNI-011 |           | S1 NO.1 STYLE    |            |
| 11月19日 | 自制心ぶっ飛ぶほどイキ潮ぶちまける 放心絶頂スプラッシュオーガズム                                                                                                  | SSNI-032 |           | S1 NO.1 STYLE    |            |
| 12月13日 | 完全緊縛されて無理やり犯された美少女 | SSNI-066 |           | S1 NO.1 STYLE    |            |

| 発売日   | タイトル | 規格品番 | 規格品番  | メーカー      | 備考       |
| 発売日   | タイトル | DVD      | BD        | メーカー      | 備考       |
| -------- | --- | -------- | --------- | ------------- | ---------- |
| 1月7日   | エスワン2大美少女競演! みなみともえが常に密着! 逆3P風俗マンション 4時間8コーナースペシャル 小島みなみ 天使もえ                                                  | SSNI-090 | 9SSNI-090 | S1 NO.1 STYLE |            |
| 2月19日  | 超★痴女メイド 側室美女とイチャラブSEXレッスン 同人サークルKENZsoftのヌケる名作を完全実写化!!                                                                    | SSNI-117 |           | S1 NO.1 STYLE |            |
| 3月13日  | 膣クリ2点同時責め痙攣シンクロアクメFUCK | SSNI-144 |           | S1 NO.1 STYLE |            |
| 4月13日  | このあと私、夫が帰宅するまで お義父さんの絶倫チ●ポにひたすら犯され続けます…。                                                                                   | SSNI-168 |           | S1 NO.1 STYLE |            |
| 4月19日  | 小島みなみ S1 8時間ベスト Vol.4 | OFJE-145 | 9OFJE-145 | S1 NO.1 STYLE | 単体ベスト |
| 5月3日   | 人生初のポルチオ性感開発から一気に107回イキ続け、 全身ガクガク痙攣アクメを繰り返す超イクイクポルチオラッシュ                                                    | SSNI-194 |           | S1 NO.1 STYLE |            |
| 6月7日   | わたし、寸止めをひたすら繰り返されたあとのオイルマッサージで 理性が吹き飛んでしまいました                                                                       | SSNI-219 |           | S1 NO.1 STYLE |            |
| 7月7日   | 感じて声を出したら絶対に即バレする状況で恥辱の無言レ●プ | SSNI-244 |           | S1 NO.1 STYLE |            |
| 8月19日  | 絶頂してピクピクしているおま●こを容赦なく突きまくる 怒涛のおかわり激ピストン性交                                                                                | SSNI-281 |           | S1 NO.1 STYLE |            |
| 9月7日   | めちゃくちゃ犯した直後に同じオンナを追撃レ●プ | SSNI-293 |           | S1 NO.1 STYLE |            |
| 10月7日  | 犯された新任女教師 ～生徒に犯され晒され輪姦されたわたし～ | SSNI-313 |           | S1 NO.1 STYLE |            |
| 11月7日  | 「あなた… ごめんなさい」 私、旦那がお風呂に入っている15分の間、いつも義父に抱かれています。                                                                     | SSNI-336 |           | S1 NO.1 STYLE |            |
| 11月19日 | エスワン15周年スペシャル大共演 第2弾 集団NTR 3人まとめて輪姦された研修ナース ～懇親BBQ飲み会で変態ドクターに寝取られたわたしたち～ 坂道みる 架乃ゆら 小島みなみ | SSNI-355 | 9SSNI-355 | S1 NO.1 STYLE |            |
| 12月1日  | 【エスワン専属 × ムーディーズ人気シリーズ】 超高級小悪魔メンズエステサロン                                                                                      | MIDE-600 |           | MOODYZ        |            |

| 発売日  | タイトル | 規格品番 | 規格品番  | メーカー      | 備考                                 |
| 発売日  | タイトル | DVD      | BD        | メーカー      | 備考                                 |
| ------- | --- | -------- | --------- | ------------- | ------------------------------------ |
| 1月1日  | 1日10回射精しても止まらないオーガズムSEXスペシャル                                                                                | MIDE-609 |           | MOODYZ        |                                      |
| 2月1日  | W女教師レ×プ輪姦 初川みなみ 小島みなみ                                                                                            | MIDE-618 |           | MOODYZ        |                                      |
| 2月19日 | S1 小島みなみ×MOODYZ 初川みなみ超豪華ゴージャス共演! 身動き取れない状態でWみなみに痴女られる 夢のプレミアム痴女テク逆3Pスペシャル | SSNI-417 |           | S1 NO.1 STYLE |                                      |
| 3月7日  | 夫の連れ子 (童貞) の凶暴な性欲を拒めず 犯されイカされ続けた私                                                                     | SSNI-422 |           | S1 NO.1 STYLE |                                      |
| 3月7日  | S1 PRECIOUS GIRLS 2019 15th Anniversary DVD6枚組24時間プレミアムBEST                                                              | OFJE-195 |           | S1 NO.1 STYLE | 撮り下ろし映像収録のメーカー総集編。 |
| 4月7日  | ハメ潮吹いてもピストン止めずさらに追撃 大・大・大洪水SEX                                                                          | SSNI-442 |           | S1 NO.1 STYLE |                                      |
| 5月7日  | 夫の存在を感じながら義父と途方もなく密着し濃厚に求め合った7日間                                                                   | SSNI-464 |           | S1 NO.1 STYLE |                                      |
| 6月7日  | 美しい痴女の卑猥なるベロチュウ性交                                                                                                | SSNI-483 |           | S1 NO.1 STYLE |                                      |
| 6月19日 | 小島みなみ 最新10タイトル完全コンプリート8時間ベスト                                                                              | OFJE-202 | 9OFJE-202 | S1 NO.1 STYLE | 単体ベスト                           |
| 7月7日  | 【完堕ち】するまで数日にわたり輪姦され続けた 美人キャビンアテンダント                                                             | SSNI-506 |           | S1 NO.1 STYLE | 単体ベスト                           |
| 8月7日  | 催眠NTR覚醒 僕とのSEXは淡泊な文学彼女が 嘘みたいに大失禁アクメしまくった胸糞証拠VTR                                               | SSNI-530 |           | S1 NO.1 STYLE |                                      |
| 9月7日  | すぐそばに嫁がいるのに 僕に跨りヒソヒソ密着誘惑してくる ささやき淫語お姉さん                                                      | SSNI-556 |           | S1 NO.1 STYLE |                                      |

| 発売日   | タイトル | 規格品番 | 規格品番  | メーカー      | 備考       |
| 発売日   | タイトル | DVD      | BD        | メーカー      | 備考       |
| -------- | --- | -------- | --------- | ------------- | ---------- |
| 1月7日   | 小柄で色白な彼女が巨漢先輩の圧迫馬乗りプレス性交で寝取られ快楽堕ち                                                             | SSNI-661 |           | S1 NO.1 STYLE |            |
| 2月7日   | 運休雨宿りNTR 憧れの女上司と朝までヤリまくった台風の夜                                                                         | SSPD-154 | 9SSPD-154 | アタッカーズ  |            |
| 3月7日   | 美人上司と絶倫の部下が出張先の相部屋ホテルで… 酔っ払って身を任せたら勘違いした部下が6発射精の絶倫性交                          | SSNI-718 |           | S1 NO.1 STYLE |            |
| 4月11日  | 上司が出張で不在中、上司の妻とめちゃくちゃハメまくった3日間。                                                                  | SSNI-744 |           | S1 NO.1 STYLE |            |
| 5月7日   | 【※異常なる大絶頂】エロス最大覚醒! 性欲が尽き果てるまで怒涛のノンストップ本気性交                                              | SSNI-770 |           | S1 NO.1 STYLE |            |
| 8月7日   | 「この娘、生意気なんだよね。」 セレブになったみなみを同窓会でレ●プして 死にたくなるほどイカセまくった記録VTR                   | SSNI-816 |           | S1 NO.1 STYLE |            |
| 9月7日   | 粘着痴漢サークルに何度も犯され続けた 痴漢囮捜査官みなみ                                                                        | SSNI-856 |           | S1 NO.1 STYLE |            |
| 10月7日  | 「ホテルで休憩しよっか」 酔いつぶれた僕が美人上司2人組に介抱され 精子が枯れるまで射精させられた全裸の2次会 葵つかさ 小島みなみ | SSNI-879 | 9SSNI-879 | S1 NO.1 STYLE |            |
| 11月7日  | 向かいに越してきた隣人妻の絶倫セックスに溺れた僕                                                                               | SSNI-905 |           | S1 NO.1 STYLE |            |
| 11月19日 | 寝取られ続けて背徳オルガズムに堕ちていく 小島みなみNTRベスト8時間                                                              | OFJE-284 | 9OFJE-284 | S1 NO.1 STYLE | 単体ベスト |
| 12月7日  | 濡れ透けて露出した女上司のブラジャーにボクは我慢できず、全てぶち撒けたゲリラ豪雨の夕暮れ。                                     | SSNI-929 |           | S1 NO.1 STYLE |            |

| 発売日   | タイトル | 規格品番 | 規格品番  | メーカー      | 備考       |
| 発売日   | タイトル | DVD      | BD        | メーカー      | 備考       |
| -------- | --- | -------- | --------- | ------------- | ---------- |
| 1月7日   | 義父の濃厚な舌技で舐め堕ちした美人妻 | SSNI-953 |           | S1 NO.1 STYLE |            |
| 2月7日   | ラジオ体操から始まる妻のゲス夏休み AM 6:25 7歳年下の大学生と朝っぱらから汗だくで…                                                                             | SSNI-978 |           | S1 NO.1 STYLE |            |
| 3月7日   | 退屈な日常も理性もマ●コもブッ壊したい 結婚2年目、夫と倦怠期の私は 史上最高にセックスの相性が良かった元カレと浮気した                                          | SSIS-003 |           | S1 NO.1 STYLE |            |
| 4月7日   | 小島みなみのPLATINUM SOAP | SSIS-027 |           | S1 NO.1 STYLE |            |
| 5月7日   | もう射精無理でしゅ状態からの金玉カラッカラになるまで 10射精してくれるM性感エステ                                                                              | SSIS-052 |           | S1 NO.1 STYLE |            |
| 7月7日   | ※台本一切無し!! ハメ撮り! すっぴん! 何でもアリ! 小島みなみのスケベ本性剥き出しSEX!! ガチで二人きりの温泉旅行でヤリまくった 生々しすぎる超レアなエロス200%動画 | SSIS-077 |           | S1 NO.1 STYLE |            |
| 7月19日  | 小島みなみAV10周年記念 S1全タイトル収録69作品16時間BEST | OFJE-322 | 9OFJE-322 | S1 NO.1 STYLE | 単体ベスト |
| 8月7日   | ど田舎の夏はヤルことがなくて 隣の美人奥さんの誘惑に乗っかり 毎日じっとり汗だく交尾                                                                            | SSIS-131 |           | S1 NO.1 STYLE |            |
| 9月14日  | 出張先の旅館で大嫌いなセクハラ上司とまさかの相部屋に… 絶倫過ぎる粘着ピストンで一晩中イカされ続けた美乳OL                                                      | SSIS-167 |           | S1 NO.1 STYLE |            |
| 10月12日 | そばに彼女がいるのに背後からの耳元ささやき乳首責めで 僕を狂わせる彼女の小悪魔お姉さん                                                                         | SSIS-198 |           | S1 NO.1 STYLE |            |
| 11月5日  | 執拗な焦らしと寸止めで 極限まで感度を高めた恍惚キメセク大絶頂FUCK                                                                                             | SSIS-228 |           | S1 NO.1 STYLE |            |
| 12月10日 | どうせ旦那も浮気してるし、一人くらい年下の男の子を食べたっていいよね? …のつもりが即沼堕ち。                                                                   | SSIS-258 |           | S1 NO.1 STYLE |            |

| 発売日   | タイトル | 規格品番 | 規格品番  | メーカー      | 備考                                                                  |
| 発売日   | タイトル | DVD      | BD        | メーカー      | 備考                                                                  |
| -------- | --- | -------- | --------- | ------------- | --------------------------------------------------------------------- |
| 1月11日  | 姑と喧嘩した腹いせに一回だけ…のハズが義父不倫に溺れ何度も何度も…                                                         | SSIS-289 |           | S1 NO.1 STYLE |                                                                       |
| 2月8日   | 行き遅れ女上司が飲み会で見せた 意外と可愛い一面に俺の性欲大暴走した結果。小島みなみ                                      | SSIS-315 |           | S1 NO.1 STYLE |                                                                       |
| 3月8日   | 男なら誰だっていいから今すぐハメて 20年来の幼馴染に性欲を大爆発させちゃった私って相当ゲスい? 小島みなみ                  | SSIS-340 |           | S1 NO.1 STYLE |                                                                       |
| 4月12日  | 一ヶ月間の禁欲の果てに 彼女の親友と僕が浮気SEXだけに没頭した彼女不在の2日間。小島みなみ                                  | SSIS-367 |           | S1 NO.1 STYLE |                                                                       |
| 5月27日  | AV最高峰-S級GIRLS GROUP エスワンキャンペーン                                                                             | WICP-005 |           | S1 NO.1 STYLE | S1 NO.1 STYLE専属女優による 撮り下ろし映像を収録したキャンペーンDVD。 |
| 6月14日  | 媚薬キメセク相部屋NTR 身を滅ぼすまでひたすらメス堕ち 小島みなみ                                                          | SSIS-421 |           | S1 NO.1 STYLE |                                                                       |
| 7月12日  | 最高の愛人と不倫旅行でハメを外し キマリまくった背徳感すら吹き飛ぶ体液グチャグチャ性交 小島みなみ                         | SSIS-450 |           | S1 NO.1 STYLE |                                                                       |
| 7月26日  | 最新10作品で見る新たな一歩…11年目の、小島みなみの、12時間ベスト。                                                        | OFJE-370 | 9OFJE-370 | S1 NO.1 STYLE | 単体ベスト                                                            |
| 8月9日   | 絶頂の向こう側でイッてイッてイキまくる 確変オーガズム状態のまま24時間耐久で 一生分ハメまくった小島みなみのヤバい性交     | SSIS-479 |           | S1 NO.1 STYLE |                                                                       |
| 9月13日  | どすけべ淫語と全身舐めしゃぶりマッサージで 金玉枯れるまでヌイてくれる小島みなみ式メンズエステ                            | SSIS-511 |           | S1 NO.1 STYLE |                                                                       |
| 10月11日 | 夫にバレても構わない… 声を出せばすぐ気付かれる距離で… 絶倫肉棒で私を慰めてくれる義父と本気で愛し合っています。小島みなみ | SSIS-543 |           | S1 NO.1 STYLE |                                                                       |
| 12月13日 | 胸糞悪いほど厳しい女上司を冴えない非モテ部下の僕が 想定外のデカチンで立場逆転させた出張先の夜 小島みなみ                 | SSIS-572 |           | S1 NO.1 STYLE |                                                                       |

| 発売日   | タイトル | 規格品番 | 規格品番  | メーカー      | 備考                                               |
| 発売日   | タイトル | DVD      | BD        | メーカー      | 備考                                               |
| -------- | --- | -------- | --------- | ------------- | -------------------------------------------------- |
| 1月10日  | 「えっ、終電なくなっちゃった!? ウチ泊めてあげよっか?」 美人同期社員の誘いに乗ったらすっぴんと無防備な部屋着に僕は理性が吹っ飛び… 小島みなみ               | SSIS-637 | 9SSIS-637 | S1 NO.1 STYLE |                                                    |
| 2月14日  | 小島みなみ史上、ブッチギリで男を責めまくる。 最高に深い射精へ誘うねっとりスロー焦らし痴女テクニック                                                       | SSIS-620 | 9SSIS-620 | S1 NO.1 STYLE |                                                    |
| 3月14日  | 俺だけをいびる性悪パワハラ女上司が高級デリヘル嬢!? メチャクチャに犯して脅して屈辱チ●ポで堕ちるまでリベンジ追姦 小島みなみ                                 | SSIS-644 |           | S1 NO.1 STYLE |                                                    |
| 4月11日  | 中年オヤジ リレー輪姦NTR 社員旅行で酔い潰された僕のすぐ傍で 矢継ぎ早にチ●ポぶち込まれ一晩中イカされ続けた新妻 小島みなみ                                  | SSIS-665 |           | S1 NO.1 STYLE |                                                    |
| 5月9日   | ピストンでエビ反り反応! 追撃ピストンで痙攣絶頂!! とどめピストンで大量失禁イキ!!! 鬼連突き限界アクメを更に超える 膣奥オーガズム到達ピストンFUCK 小島みなみ | SSIS-700 |           | S1 NO.1 STYLE |                                                    |
| 6月1日   | エスワンキャンペーン2023 スペシャルDVD | WICP-009 |           | S1 NO.1 STYLE | S1 NO.1 STYLE専属女優 30名の撮り下ろし映像を収録。 |
| 6月13日  | 泥酔した美人上司がキス魔に… SEXが下品でエロくて朝までずっと俺得 小島みなみ                                                                                | SSIS-739 |           | S1 NO.1 STYLE |                                                    |
| 7月11日  | 亀頭・竿・玉をねっとり焦らして極大射精させてくれる 究極スローオナニーサポート 小島みなみ                                                                  | SSIS-781 |           | S1 NO.1 STYLE |                                                    |
| 8月8日   | 「彼女には絶対言わないからフェラさせて」 舐めたがりビッチお姉さんの竿玉アナルしゃぶりNTR誘惑 小島みなみ                                                   | SSIS-822 |           | S1 NO.1 STYLE |                                                    |
| 9月12日  | 毎日セックスしないと気が済まない絶倫妻は 夫を出張に見送った30分後には他人棒に跨り腰を振っていた… 小島みなみ                                               | SSIS-855 |           | S1 NO.1 STYLE |                                                    |
| 10月10日 | セクシー女優 / マルチタレント‘小島みなみ’さんの日常に突撃AV撮影 密着しながら隙みてチ●ポ挿れてみた!【大仕掛け30日間ドッキリ検証】                          | SSIS-894 |           | S1 NO.1 STYLE |                                                    |
| 11月14日 | 昔はモテた自惚れ年増女が今ではダッサイ中年おやじに 死ぬほどイカされヤリ捨てられる屈辱の行き遅れ婚活デート 小島みなみ                                      | SSIS-931 |           | S1 NO.1 STYLE |                                                    |
| 12月12日 | お掃除フェラで再ボッキさせて ザーメン出なくなるまで舐めじゃくる痴女フェラビッチ 小島みなみ                                                                | SSIS-911 |           | S1 NO.1 STYLE |                                                    |

| 発売日   | タイトル | 規格品番 | 規格品番  | メーカー      | 備考 |
| 発売日   | タイトル | DVD      | BD        | メーカー      | 備考 |
| -------- | --- | -------- | --------- | ------------- | ---- |
| 1月9日   | お昼休憩で3発も射精させちゃう ヌキたがりドスケベ愛人とショートタイム職場不倫 小島みなみ                                                                                 | SONE-009 |           | S1 NO.1 STYLE |      |
| 2月13日  | （マンション管理会社勤めの） プライド超高い女上司のクレーム先は、ゴミ部屋に住むオヤジ宅。 大嫌いな上司が汚される姿を見て部下の僕は、死ぬほど嬉しいドヤ勃起。 小島みなみ | SONE-051 |           | S1 NO.1 STYLE |      |
| 3月12日  | 「妻の不倫相手が全員こぞってデカチンだと…?」 お前が二度と不貞できないよう俺のドーピング巨根で 飛ぶほどに上書きキメセクしてやる。 小島みなみ                             | SONE-100 |           | S1 NO.1 STYLE |      |
| 4月9日   | 私がナースになった理由は… 無抵抗な男に跨り好きなだけ犯せるから。 小島みなみ                                                                                             | SONE-135 |           | S1 NO.1 STYLE |      |
| 5月14日  | 美人なドS上司から雑に扱われて欲情! そのまま恥ずかしく射精させられちゃう僕。 小島みなみ                                                                                  | SONE-037 |           | S1 NO.1 STYLE |      |
| 6月11日  | 生意気な幼なじみ（職業：保育士）がガキ扱いしてた 俺のチ●ポでひぃひぃイカされまくった立場逆転ざまぁな夜 小島みなみ                                                       | SONE-177 |           | S1 NO.1 STYLE |      |
| 7月9日   | 小島みなみが壊れた。 宙に浮くほどイキ飛び跳ねるエビ反り媚薬漬けノンストップ性交                                                                                         | SONE-245 |           | S1 NO.1 STYLE |      |
| 8月13日  | 大好きな夫のために 大嫌いな夫の上司に一晩中犯され続けた言いなり温泉旅行 小島みなみ                                                                                      | SONE-287 |           | S1 NO.1 STYLE |      |
| 9月10日  | 婚活パーティー行ったら… 肉食系Wアラサー痴女に逆お持ち帰り! 僕のチ●ポ奪い合い!? 熟練テク挟み撃ち5連射精ハーレムの夜 奥田咲 小島みなみ                                    | SONE-335 | 9SONE-335 | S1 NO.1 STYLE |      |
| 10月8日  | 妹の若い彼氏に恥ずかしいほどイカされたアラサーの私 小島みなみ | SONE-381 |           | S1 NO.1 STYLE |      |
| 12月24日 | 衝撃移籍 小島みなみ Madonnaデビュー 伝説の美少女から、伝説の美女へ―。                                                                                                   | JUR-001  | 9JUR-001  | マドンナ      |      |

| 発売日  | タイトル | 規格品番 | 規格品番 | メーカー | 備考 |
| 発売日  | タイトル | DVD      | BD       | メーカー | 備考 |
| ------- | --- | -------- | -------- | -------- | ---- |
| 1月28日 | 衝撃移籍第2弾!! 13年の時を経て遂に… 中出し解禁ー。 夫と子作りSEXをした後はいつも義父に中出しされ続けています…。 小島みなみ          | JUR-002  | 9JUR-002 | マドンナ |      |
| 2月25日 | 衝撃移籍第3弾ー。オイルと不貞に濡れる、本格寝取られシリーズに登場!! ヌードモデルNTR 上司と羞恥に溺れた妻の衝撃的浮気映像 小島みなみ | JUR-011  |          | マドンナ |      |
| 3月25日 | 甘い囁きに流されるまま、僕は大学を留年するまで、 人妻との巣篭もりSEXに溺れて…。 小島みなみ                                          | JUR-206  |          | マドンナ |      |
| 4月22日 | 町内キャンプNTR テント内で中出しされた妻の【閲覧注意】浮気映像 小島みなみ                                                           | JUR-254  |          | マドンナ |      |
| 5月27日 | 愛を認めさせたくて妻と絶倫の後輩を2人きりにして3時間… 抜かずの追撃中出し計16発で妻を奪われた僕のNTR話 小島みなみ                    | JUR-283  |          | マドンナ |      |
| 6月24日 | 30歳になっても童貞の義弟に同情して一生の願いを受け挿れたら、 相性抜群過ぎて何度もおかわり中出しSEXを求めてしまった私。 小島みなみ   | JUR-340  |          | マドンナ |      |
| 7月22日 | 小島みなみアチージョに初降臨!! 男優くんのSNS押しかけ張り込み逆ナンパ ～こじみなの熟した凄テク全部見せてあげるSPECIAL～              | ACHJ-066 |          | マドンナ |      |

### VR
※ブイワンVRからの作品はFANZA限定配信。
| 発売日   | タイトル | 品番       | メーカー      | 備考       |
| 2016年   | 2016年 | 2016年     | 2016年        | 2016年     |
| -------- | --- | ---------- | ------------- | ---------- |
| 12月7日  | みなみとキスしよ | VOVR-00027 | ブイワンVR    |            |
| 12月7日  | 図書室でしようよ ～見せつけオナニー～                                                                                                | VOVR-00028 | ブイワンVR    |            |
| 12月7日  | 図書室でしようよ～上目遣いフェラチオ～                                                                                               | VOVR-00029 | ブイワンVR    |            |
| 12月7日  | 図書室でしようよ ～見つめ合うSEX～                                                                                                   | VOVR-00030 | ブイワンVR    |            |
| 12月12日 | 保健室のみなみ先生の「イキ顔見てて」                                                                                                 | VOVR-00032 | ブイワンVR    |            |
| 12月23日 | みなみ先生のパイズリふぇら | VOVR-00042 | ブイワンVR    |            |
| 12月23日 | 保健室でSEXしょ | VOVR-00043 | ブイワンVR    |            |
| 2017年   | |            |               |            |
| 1月14日  | みなみ先生の激イキ秘密の放課後 | VOVR-00059 | ブイワンVR    |            |
| 1月14日  | みなみのヌルヌル見せつけローションプレイ                                                                                             | VOVR-00060 | ブイワンVR    |            |
| 1月21日  | みなみ先生の誘惑する下半身 | VOVR-00070 | ブイワンVR    |            |
| 9月1日   | VR長尺 小島みなみ BEST | VORM-00017 | ブイワンVR    | 単体ベスト |
| 2020年   | |            |               |            |
| 2月28日  | 彼女がいるのに密着ささやき淫語で口説いてくる色気ムンムンお姉さんの超誘惑VR                                                           | SIVR-070   | S1 NO.1 STYLE |            |
| 2021年   | |            |               |            |
| 1月15日  | 小島みなみを完全独占! 人気AV女優が僕だけに見せる素顔&イキ顔 最高の密着距離でひたすらSEXに没頭する究極同棲VR                          | SIVR-109   | S1 NO.1 STYLE |            |
| 4月9日   | 【M性感】ボンテージ痴女の【五感超越】極限焦らし調教 極上チ●ポドレナージュでドッピュドピュ6連続射精185分フルコース                    | SIVR-125   | S1 NO.1 STYLE |            |
| 2022年   | |            |               |            |
| 1月6日   | ASMR×美顔特化×キス我慢対決 耳とチ●ポを同時に犯されながらキス誘惑に耐えられたら追撃ピストンでイカせまくりご褒美セックス（2回戦あり!） | SIVR-176   | S1 NO.1 STYLE |            |
| 7月22日  | 美人上司と出張先の相部屋ホテルで… ほろ酔いベロキス挑発に負けた僕は朝を迎えるまでじっくり痴女られハメまくった。 小島みなみ            | SIVR-265   | S1 NO.1 STYLE |            |

### イメージDVD
| 発売日  | タイトル                                           | 規格品番   | 規格品番  | メーカー               | 備考   |
| 発売日  | タイトル                                           | DVD        | BD        | メーカー               | 備考   |
| 2012年  | 2012年                                             | 2012年     | 2012年    | 2012年                 | 2012年 |
| ------- | -------------------------------------------------- | ---------- | --------- | ---------------------- | ------ |
| 3月15日 | こじみなの超絶美少女伝説                           | REBD-016   | REBDB-002 | REbecca                |        |
| 2013年  |                                                    |            |           |                        |        |
| 1月30日 | エロキュート 小島みなみ                            | ECR-0051   |           | オルスタックソフト販売 |        |
| 2015年  |                                                    |            |           |                        |        |
| 2月7日  | ヴィーナス・テルメ ～こじみなと行く混浴温泉旅行!～ | SHMO-050   |           | オルスタックソフト販売 |        |
| 3月27日 | エロキュート 2 小島みなみ                          | ECR-0077   |           | オルスタックソフト販売 |        |
| 8月21日 | 生ぱら 小島みなみ                                  | TSDS-42104 |           | 竹書房                 |        |
| 9月29日 | 全裸ヨガ教室vol.12 ～小島みなみ編～                | DIEX-0013  | DEBD-0001 | オルスタックソフト販売 |        |
| 2016年  |                                                    |            |           |                        |        |
| 5月25日 | 小島みなみが好きすぎて小島みなみが彼女になってた   | DGRP-003   | BGRP-003  | GRAPHIS                |        |
| 2018年  |                                                    |            |           |                        |        |
| 3月2日  | Aphrodite 小島みなみ                               | AP-014     | AP-014B   | ファインピクチャーズ   |        |

### バラエティーDVD
| 発売日  | タイトル                                               | 規格品番   | 規格品番 | メーカー         | 備考 |
| 発売日  | タイトル                                               | DVD        | BD       | メーカー         | 備考 |
| 2013年  | 2013年                                                 | 2013年     | 2013年   | 2013年           | 2013年 |
| ------- | ------------------------------------------------------ | ---------- | -------- | ---------------- | --- |
| 1月16日 | 24時間かすみレディオ DVD-BOX 上巻                      | PCBE-63270 |          | ポニーキャニオン | 共演：かすみ果穂 他出演：結城リナ、川村えな、里美ゆりあ、音無さやか、安城アンナ、紗倉まな、若菜ひまり、櫻井ゆうこ、範田紗々、小倉遥、安藤あいか |
| 8月21日 | Go! Go! こじまな号 Vol.1                               | PCBE-12059 |          | ポニーキャニオン | 共演：紗倉まな |
| 8月21日 | かすみレディオ Vol.17                                  | PCBE-12061 |          | ポニーキャニオン | 共演：かすみ果穂、希志あいの、希崎ジェシカ |
| 2015年  |                                                        |            |          |                  | |
| 2月27日 | ゴッドタン キス我慢選手権 THE MOVIE 2 サイキック・ラブ | PCBE-54579 |          | ポニーキャニオン | 共演：劇団ひとり、おぎやはぎ、バナナマン 他 |

### 写真集
- みなみ風（2012年2月1日、双葉社、撮影：西田幸樹）ISBN 978-4-575-30385-8 [40]
- Otome Frappuccino 小島みなみ & 紗倉まな写真集（2014年4月、双葉社、撮影：TAKU）ISBN 978-4-575-30656-9 [41]
- こじみな 2nd season（2014年8月5日、双葉社、撮影：浜田一喜）ISBN 978-4-575-30719-1 [42]
- 生ぱら 小島みなみ写真集（2015年4月16日、竹書房、撮影：山口勝辰、上野勇）ISBN 978-4-8019-0234-3 [43]
- Southern Cross（2016年2月25日、彩文館出版、撮影：前村竜二）※3000部限定愛蔵本[44] ISBN 978-4-7756-0576-9
- 二人だけのはぴねす（2017年1月25日、徳間書店、撮影：上野勇）ISBN 978-4-19-864326-3 [45]
- こっちにおいでよ（2018年12月7日、双葉社、撮影：関純一）ISBN 978-4-575-31411-3 [46]
- Progress 小島みなみ写真集（2022年10月31日、徳間書店、撮影：舞山秀一）ISBN 978-4-19-865536-5 [47]
- ビジュアルヌード・ポーズBOOK act 小島みなみ（2024年3月26日、二見書房、撮影：長谷川朗）ISBN 978-4-576-24021-3 [48]

### デジタル写真集
- 週刊ポストデジタル写真集「小島みなみ いっしょに住まない?」（9月20日、小学館、撮影：矢西誠二）[49]
- エスワンALLSTARS 楽園（10月21日、小学館、撮影：舞山秀一）※AVメーカー『S1 NO.1 STYLE』専属女優による写真集[50]。
- LOVEPOP デラックス 小島みなみ 001（11月1日、LOVEPOP）
- LOVEPOP デラックス 小島みなみ 002（11月22日、LOVEPOP）

- マインズALLSTARS HAPPY TRIP!!!!!（1月14日、小学館、撮影：佐藤佑一）※芸能事務所『マインズ』所属女優による写真集[51]。
- Kiss Me（6月15日、徳間書店、撮影：柳沢康太）
- 加納典明 x 小島みなみ（8月31日、ジーオーティー、撮影：加納典明）

- deep love（7月7日、徳間書店、撮影：野澤亘伸）
- とられち 小島みなみ（10月6日、TranceRetinal、撮影：コハラタケル）
- 歳末新春SUPERキャンペーン せくしーこれくしょん（12月15日、FANZA BEAUTY COLLECTION）※FANZA『歳末新春SUPERキャンペーン』キャンペーンガール（小島みなみ・つぼみ・希島あいり）によるデジタルフォトブック。FANZA限定配信。

- Count sheep【Nap】小島みなみ（4月29日、ジーオーティー、撮影：羊肉るとん）
- Count sheep【Sleep】小島みなみ（4月29日、ジーオーティー、撮影：羊肉るとん）
- AV最高峰 S級GIRLS GROUP エスワンキャンペーン No.1 Photo Book アイドル版（5月27日、FANZA BEAUTY COLLECTION、撮影：小林弘輔）※S1 NO.1 STYLE専属女優によるデジタルフォトブック。FANZA限定配信。
- AV最高峰 S級GIRLS GROUP エスワンキャンペーン No.1 Photo Book S級版（6月10日、FANZA BEAUTY COLLECTION、撮影：小林弘輔）※S1 NO.1 STYLE専属女優によるデジタルフォトブック。FANZA限定配信。

- S1キャンペーン2023 No.1 Photo Book アイドル版（5月12日、FANZA BEAUTY COLLECTION、撮影：小林弘輔）※S1 NO.1 STYLE専属女優30名の撮り下ろし写真を収録。FANZA限定配信。
- S1キャンペーン2023 No.1 Photo Book S級版（2023年6月1日、FANZA BEAUTY COLLECTION、撮影：小林弘輔）※S1 NO.1 STYLE専属女優30名の撮り下ろし写真を収録。FANZA限定配信。

- 小島みなみ「濃いの欲しいの?」週刊実話デジタル写真集（5月17日、日本ジャーナル出版、撮影：門嶋淳矢）

- オトナのこじみな 小島みなみデジタル写真集（5月23日、双葉社、撮影：田村浩章）

### 音楽作品
アリスた～ず★
- ラブリーエンジェルアリスた～ず★ (小島みなみバージョン)（2013年07月10日、ALST-001P、アリスRECORDS）

## 製品

### トレーディングカード
- ジューシーハニー Vol.20（2012年11月17日、株式会社ミント） - 瑠川リナ、加藤リナとの共同作品
- ジューシーハニー Vol.29（2015年02月14日、株式会社ミント） - 紗倉まな、有村千佳との共同作品
- ジューシーハニー 10thアニバーサリー（2015年10月3日、株式会社ミント）
- ジューシーハニー Vol.34（2016年06月26日、株式会社ミント） - 彩乃なな、初美沙希との共同作品
- CJ SEXY CARD SERIES VOL.39 小島みなみ OFFICIAL CARD COLLECTION ～南の小島にひとり旅～（2018年5月26日、ジュートク）
- CJ SEXY CARD SERIES VOL.52 小島みなみOFFICIAL CARD COLLECTION ～もうすぐ夏だよ! 南風～（2019年6月29日、ジュートク）
- CJ SEXY CARD SERIES VOL.64 小島みなみ OFFICIAL CARD COLLECTION ～みなみを抱きしめて～（2020年6月27日、ジュートク）
- CJ SEXY CARD SERIES VOL.76 小島みなみ OFFICIAL CARD COLLECTION ～恋してる?～（2021年6月26日、ジュートク）
- Girl‘s Party Collection-THE FAN♡FUN Trump-（2022年4月15日、Girl‘s Party Collection）- 複数のモデルが参加。
- CJ SEXY CARD SERIES VOL.92 小島みなみ OFFICIAL CARD COLLECTION ～みなみを感じてる?～（2022年10月29日、ジュートク）
- CJ SEXY CARD SERIES VOL.110 小島みなみ OFFICIAL CARD COLLECTION ～Again～（2024年4月27日、ジュートク）
- CJ SEXY CARD SERIES VOL.123 小島みなみ OFFICIAL CARD COLLECTION ～あなたのみなみは…なにいろ?～（2025年5月31日、ジュートク）

### カレンダー
- 小島みなみ 2015年カレンダー（2014年9月27日、トライエックス）
- 小島みなみ 2016年カレンダー（2015年10月17日、トライエックス）
- 卓上 小島みなみ 2016年カレンダー（2015年10月17日、トライエックス）
- 小島みなみ 2017年カレンダー（2016年10月15日、トライエックス）
- 卓上 小島みなみ 2017年カレンダー（2016年10月15日、トライエックス）
- 小島みなみ 2018年カレンダー（2017年11月4日、トライエックス）
- 卓上 小島みなみ 2018年カレンダー（2017年11月18日、トライエックス）
- 小島みなみ 2019年カレンダー（2018年10月27日、トライエックス）
- 卓上 小島みなみ 2019年カレンダー（2018年10月27日、トライエックス）
- 小島みなみ 2020年カレンダー（2019年10月19日、トライエックス）
- 卓上 小島みなみ 2020年カレンダー（2019年10月19日、トライエックス）
- 小島みなみ 2021年カレンダー（2020年10月17日、トライエックス）
- 卓上 小島みなみ 2021年カレンダー（2020年10月17日、トライエックス）
- 小島みなみ 2022年カレンダー（2021年10月23日、SUNCARAT）
- 卓上 小島みなみ 2022年カレンダー（2021年10月23日、SUNCARAT）
- 小島みなみ 2023年カレンダー（2022年10月29日、SUNCARAT）
- 卓上 小島みなみ 2023年カレンダー（2022年10月29日、SUNCARAT）
- 小島みなみ 2024年カレンダー（2023年10月28日、SUNCARAT）
- 卓上 小島みなみ 2024年カレンダー（2023年10月28日、SUNCARAT）
- 小島みなみ 2025年カレンダー（2024年10月26日、トライエックス）
- 卓上 小島みなみ 2025年カレンダー（2024年10月26日、トライエックス）

### アダルトグッズ
オナホール
- JAPANESE REAL HOLE 淫 小島みなみ（2019年11月24日、EXE）

## 出演

### テレビバラエティ
- 桃のささやき（MONDO TV）
- 胸キュン!アリスたーず（2011年10月16日 - 2012年3月18日、エンタ!371）※アリスた～ずのメンバーとして出演。
- ドキドキ!アリスた〜ず★（2012年4月17日 - 9月20日、エンタ!371）※アリスた～ずのメンバーとして出演。
- かすみレディオ レギュラー版（2012年6月16日～2016年4月、エンタ!959）※不定期に多数回出演
  - 24時間かすみレディオ （2012年8月11日 - 12日） - 28時間生放送だが、小島みなみ・紗倉まなの出演は1コーナーのみ。
  - 24時間かすみレディオの裏側（2012年9月6日）
  - #9（レギュラー版。2月16日 - 3月14日、NOTTV） - 忘年会（総集編）のアシスタントを務める。
  - 24時間かすみレディオ2013（2013年9月28日 - 29日） - 25時間生放送だが、小島みなみ・紗倉まなの出演は1コーナーのみ。
  - 36時間かすみ果穂＆上原亜衣引退特別編成（2016年4月16日、エンタ!959）
  - かすみレディオ傑作レディオ1-3
  - かすみレディオ#47、ラストかすみレディオ、DJかすみ卒業式。（2016年4月）- 共演：桜木凛、初音みのり、瑠川リナ、白石茉莉奈、阿部乃みく、湊莉久、範田紗々、麻美ゆま
- ヴィーナス・フューチャー #106（2012年7月18日 - 8月15日、エンタ!959）
- 真っ裸AVナイト（2012年10月4日 - 7日、BSスカパー!241）共演：朝倉ことみ、芦名ユリア、香西咲、加藤リナ、紗倉まな、長谷川しずく
- あいのエチュード#22（2012年10月18日 - 11月9日、エンタ!959）
- 月刊小島みなみ（2012年11月2日 - 11月24日、エンタ!959）
- ビートたけしの絶対見ちゃいけないTV（2012年12月28日、TBS）
- 第4回セクシー女優総選挙（2013年1月13日、2月1日、エンタ!959）※収録日は成人式当日であったが、小島は成人式より総選挙出演を選んだ。
- GO!GO!こじまな号（2013年5月 - 2015年9月、エンタ!959）。
- 志村&鶴瓶のアブない交遊録（2013年1月2日・2014年1月2日、テレビ朝日）※英語禁止ボウリング 体操着・罰金箱（クレジットは無し）
- ビ〜チ9（2013年7月27日、テレビ埼玉）
- ゴッドタン 〜The God Tongue 神の舌〜（2013年8月10日、2014年2月16日、8月31日、2019年1月27日[52]、テレビ東京）※第3回〜第5回、第10回イチャまんグランプリに出場。
- もう!バカリズムさんのドH!（2014年4月28日 - 2016年6月27日、NOTTV）
  - もう!バカリズムさんの超H!（2017年3月17日 - 、フジテレビONE）
- Sweet Angel #39（2014年8月22日、MONDO TV）
- 『ぷっ』すま（2014年9月5日、テレビ朝日）※「ぷっすまイカ部後半戦!」ゲスト出演。
- 徳井義実のチャックおろさせて〜やZ 秋の収穫祭（2014年11月8日0時〜2時、BSスカパー!）
- 第1回セクシー女優ダラケ!のスカパー!水泳大会（2015年8月22日、BSスカパー!）
- マスカットナイト（2015年10月8日 - 2017年3月30日、テレビ東京）
- Wみなみ（2015年10月17日 - 2018年11月16日、エンタ!959）
- マスカットナイト・フィーバー!!!（2017年4月6日 - 9月28日、テレビ東京）
- 恵比寿マスカッツ横丁!（2017年10月5日 - 12月28日、テレビ東京）
- 桃色Y談 裏ンキングSHOW #4（2018年11月22日、BSスカパー!）
- じっくり聞いタロウ〜スター近況（秘）報告〜 (2018年11月23日・2019年1月25日、4月5日、テレビ東京）
- ケンコバのバコバコテレビ→ケンコバのバコバコナイト（2018年12月18日 -、サンテレビ）※「こじみなのパジャマde女子会」MC
- 君にハピネス（2018年12月16日 - 2023年1月17日、エンタ!959）
- たびともイン韓国（2019年2月17日、エンタ!959） ※旅人として出演。
- ギリギリライブ イマドキ女子のリアル生態調査（2021年8月3日、8月11日、8月31日、9月6日、北海道文化放送）

### テレビドラマ
- LOVE理論 第11話（2015年6月23日、テレビ東京） - 新人AV女優 役
- 100万円の女たち 第2話（2017年4月21日、テレビ東京） - 広川彩音 役
- 光秀のスマホ 歳末の陣（2020年12月25日、NHK総合テレビ） - 南殿 役[53]
- 秀吉のスマホ（2023年5月29日 - 6月8日、NHK総合テレビ） - 南殿 役[54]
- 天下人のスマホ（2023年12月23日、NHK総合テレビ） - 南殿 役 ※「信長のスマホ」「秀吉のスマホ」「家康と三成のスマホ」の総集編

### 映画
- ゴッドタン キス我慢選手権 THE MOVIE2　サイキックラブ（2014年10月17日、東宝映像事業部）監督：佐久間宣行 - みなみ 役[55]

### オリジナルビデオ
- 日本犯罪史 〜欲望の穴〜（2013年2月15日、オールイン エンターテインメント）監督:末永賢  - 花子 役[56]
- ワリキリ 売春〜匿名の女 栗原梨絵19歳〜（2013年6月21日、オールイン エンターテインメント）監督：能登秀美 - 主演・栗原梨絵 役[57]
- KYOTO BLACK2 黒の純情（2015年2月25日、オールイン エンターテインメント）監督:吉田由一 - 田島裕美(キャバクラのホステス) 役[58]

### ウェブドラマ
- 特命係長 只野仁 AbemaTV オリジナル（2017年1月7日、AbemaTV） - サウナガール 役

### ウェブテレビ
- 今夜、釈明しますm(_ _)m（2017年6月24日、AbemaTV SPECIAL2チャンネル）[59]
- グラドルVSセクシー女優！水泳大会2018春（2018年3月23日、AbemaTV AbemaGOLD）[60]
- 松井咲子「さきこもり」（2019年5月7日、ニコニコ生放送）- ゲスト出演[61][62]
- スピードワゴンの月曜The NIGHT（2019年6月11日[63]、7月16日[64]、2020年8月3日[65]、AbemaTV）
- あしたのSHOW（2020年1月28日、あしたのSHOWPowered by HIGHBEAM8）アシスタント[66]
- カチコチTV（2021年5月7日 - 5月28日、FANZA見放題chライト）
- 極楽とんぼのタイムリミット（2021年8月8日、ABEMA）[67]
- はだかいっかん! -Born of a woman-（YouTube）
  - トークゲスト（2022年11月6日・8日） ※『こじみな放送局』とのコラボレーション企画[68][69]
  - 3代目MC（2023年6月2日 - ）[70]
- ロンドンハーツ 究極恋愛シミュレーション ラブマゲドン 全3回（2023年9月12日 - 26日、TELASA）[71]

### テレビアニメ
- AKIBA'S TRIP -THE ANIMATION-（2017年） - おとといフライデー 役[72][73][74]

### ラジオ
- 博多華丸・大吉のアリスた〜ず★最前線!（2011年 - 2012年、ラジオ大阪）
- おなやみマインズ中毒（2018年、Himalaya）[75]
- AV女優 小島みなみのエロためになる話（2018年 - 、Himalaya）[76]
- 小島みなみのキラキラ相談室（フラワーラジオ）※『タカハシマコトのしらべぇラジオ』内コーナー
- ねむチキ（2022年5月15日・22日・10月30日・11月6日、TBSラジオ）

### ウェブラジオ
- しずる村上のWALK THIS 麺（2024年4月14日、4月28日、AuDee）[77]

### ネット配信
- トイズハートプレゼンツ「ハートの部屋」（仮）（2018年1月31日、ニコニコ生放送） - 第22回ゲスト[78][79][80]

### お笑いライブ
- 千原ジュニア「6人のテレビ局員と1人の千原ジュニア」佐久間宣行パート（2016年3月25日、恵比寿ザ・ガーデンホール） - 擬音で感じる女 役

### イベント
- ”Starting Over” ～瑠川リナ last birthday～（2017年2月23日、東京・六本木 morph tokyo）[81]
- マインズ娘と泥酔ナイト vol.24（2019年4月22日、東京・新宿ネイキッドロフト）[82]
- マインズ15周年popupイベントinアネラビ（2024年11月16日、東京・秋葉原 ANE-RABI）[83]
- マインズ15周年popupイベントフィナーレinエターナルステージ（2024年11月17日、東京・秋葉原 eternal stage）[84]

### ゲーム
- 新宿スカウトバトル（2019年12月2日、DMM GAMES）- 二丁水鉄砲を操る女性町内会長・小島みなみ 役[85]
- 社長と美女たちの二重奏（2024年3月6日[86]、CREAM SOFT）- 香川美咲 役[87]

### パチンコ
- CRジューシーハニー（2014年12月、サンセイアールアンドディ）
- CRジューシーハニー2（2018年7月、サンセイアールアンドディ）[88]
- Pジューシーハニー3（2021年2月、サンセイアールアンドディ）[89]
- PジューシーハニーH（ハーレム）（2023年5月、サンセイアールアンドディ）

### パチスロ
- ラブ嬢2（2019年、オリンピア）リラクの泉のリフレ嬢・みなみ役[90][91]

### 広告
- ジェクス株式会社
  - 「ZONE」2代目年間アンバサダー（2022年2月25日 - 2023年2月22日）[92][動 3]

### インタビュー
2014年
- 上原亜衣 & 小島みなみ & 白石茉莉奈、3ショットで初インタビュー! 三者三様のキス我慢体験をPR（10月17日、MOVIE WALKER PRESS）[93]

2015年
- S1専属女優・小島みなみインタビュー「初体験の彼氏の隣に幼稚園児が…」（2月21日、FANZAニュース）[94]
- 【こじ×こち】 小島みなみロングインタビュー 第1回（12月4日、FANZAニュース）[95]
- 【こじみな、悩む!】 小島みなみロングインタビュー 第2回（12月11日、FANZAニュース）[96]
- 【引き出し多いな! 】 小島みなみちゃんロングインタビュー 第3回（12月18日、FANZAニュース）[97]
- 小島みなみロングインタビュー 最終回 【2016年の抱負は…】（12月25日、FANZAニュース）[98]

2016年
- 「セクシーアイドルの小島みなみも大絶賛! 今度のオナホがキツメですごいらしい!」（7月6日、サイゾー）[99]
- 「小島みなみ＆紗倉まなの美少女コンビ「乙女フラペチーノ」がアイドル戦線に新風! 渋谷で新曲を生披露」（7月15日、サイゾー）[100]
- 「セクシー女優の小島みなみ、最新オナホ用ローションに驚く「生っぽい!」」（8月3日、サイゾー）[101]
- 「オナホはどこまで進化する?　エスワン女優小島みなみが世間を騒がす最新オナホに仰天!」（8月8日、サイゾー）[102]

2017年
- 収録後の小島みなみ＆紗倉まなへインタビュー! ー『AKIBA’S TRIP -THE ANIMATION-』最終話 スペシャルゲスト、セクシーアイドルユニット「おとといフライデー」（3月17日、ニジスタ）[103]
- 【21世紀の女子解放論】第5回　小島みなみ＆紗倉まなインタビュー（6月22日、iroha CONTENTS）[104]

2018年
- 小島みなみ＆紗倉まなが語る、サザンオールスターズ歌詞の力「心の芯を強くもちたい時に聴きます」（8月17日、Real Sound）[105]

2019年
- S1専属AV女優･小島みなみデビュー8周年記念インタビュー 前編（7月6日、FANZAニュース）[106]
- S1専属AV女優･小島みなみ デビュー8周年記念インタビュー 後編（7月13日、FANZAニュース）[107]

2021年
- 【デビュー10周年】小島みなみスペシャルインタビュー（7月8日、YouTube『東スポチャンネル』）[動 4]
- こじみなが今感じる危機⁉︎ そしてあのデビュー作を改めてセルフレビュー! 【小島みなみデビュー10周年記念ロングインタビュー 第1回】（7月15日、FANZAニュース）[108]
- 筆おろしした彼、元気かな…  【小島みなみデビュー10周年記念ロングインタビュー 第2回】（7月22日、FANZAニュース）[109]
- 陰毛にありがとう、制服にありがとう、 成長させてくれたあの現場にありがとう…【小島みなみデビュー10周年記念ロングインタビュー 第3回】（7月29日、FANZAニュース）[110]
- あの撮影は深夜で寒かったけど、乳首の調子は絶好調でした（笑）すべらない撮影秘話が次から次へと! 【小島みなみデビュー10周年記念ロングインタビュー 最終回】（8月5日、FANZAニュース）[111]
- 【前編】小島みなみデビュー10周年記念特別インタビュー【実話BUNKA超タブー9月号】（7月26日、YouTube『実話BUNKAタブーチャンネル』）[動 5]
- 【中編】小島みなみデビュー10周年記念特別インタビュー【実話BUNKA超タブー9月号】（7月26日、YouTube『実話BUNKAタブーチャンネル』）[動 6]
- 【後編】小島みなみデビュー10周年記念特別インタビュー【実話BUNKA超タブー9月号】（7月26日、YouTube『実話BUNKAタブーチャンネル』）[動 7]

2022年
- COVER MODEL Vol.16 小島みなみ「すべては積み重ね。一つひとつのチャレンジを、次のご縁につなげていく」（3月1日、fempass）[112]
- セクシー女優 小島みなみ × 羽咲みはる 私たち流「仲良し」の作り方（6月30日、KAI-YOU）[113]

2023年
- 【まりてん × 小島みなみ】 高級デリヘル嬢とAV女優トップ対談（11月11日、メンズサイゾー）[114]

## 執筆

### 連載
- Dr.みなみのSEXチン療所（2018年? - 、週刊実話）
- 進め! エロティック艦隊・小島みなみ編（2018年10月29日[115] - 2019年4月22日[116]、東スポ裏通り）※紗倉まな、川上奈々美、小島みなみによる週替わり人生相談連載
- 君たちはどうイクのか 小島みなみ編（2019年5月22日[117] - 9月25日、東スポ裏通り）※紗倉まな、川上奈々美、小島みなみによる週替わり連載
- 黄金のカルテット 小島みなみ編（2019年10月9日[118] ‐ 2020年4月1日[119]、東スポ裏通り）※川上奈々美、小島みなみ、紗倉まな、小倉由菜による週替わりリレー連載。2020年3月18日まで担当。